# 傑伊·蘭克
傑伊·蘭克（英語：Jay Lemke，1946年—）是密西根大學教育系教授，他研究的領域涵蓋后现代主义、批判理論、男性主義、性學、篇章分析、以及Ecosocial Dynamics。 對語言學，教育學及語言教育有很大的貢獻。
其著名的《科學對話》（talking science），受到廣泛的注目，並翻譯為多國的語言。

## 學歷
- 芝加哥大學 1973 Ph.D. (理論物理)
- 芝加哥大學 1968 M.S. (物理)
- 芝加哥大學 1966 B.S. (物理)

## 作品
- Intertextuality and Educational Research." Linguistics and Education 4(3-4): 257-268, 1992.
- 科學對話"Talking Science: Content, Conflict, and Semantics" Paper presented at American Educational Research Association meeting, Washington DC, 1987. Arlington VA: ERIC Documents Service (ED 282 402). 1987.

## 外部連結
- 個人網頁